# 公路越野赛
公路越野赛（Cyclocross，CX，Cyclo-X或'cross）是自行车运动的一种形式。比赛通常在秋季和冬季举行（国际或“世界杯”赛季为10月至2月），包括多圈短赛道（2.5至3.5公里或1.5至2英里），通常在草地、灰尘、泥地、沙地甚至有时候在雪地的技术性户外赛道上进行，需要骑手迅速下车，在障碍物中穿行时携带自行车，然后重新上车。高级级别的比赛通常在40分钟到一小时之间，距离因地面条件而异。这项运动在发展的中心地带位于比利时（尤其是佛兰德斯）、荷兰和法国。

## 历史
20世纪初，公路越野赛作为环法车手的一项训练项目被发明出来，其最初目的是为使车手们在休赛期依然更够保持良好的竞技状态。